# تاروش هواچان
تاروش هواچان (به اسپانیایی: Tarush Huachanan) یک کوه در پرو است که در Peru, Ancash Region واقع شده‌است. تاروش هواچان ۵٬۲۰۵ متر بالاتر از سطح دریا واقع شده‌است.